# The Christmas Hope
The Christmas Hope (no Brasil: Um Natal De Esperança) é um telefilme de 2009 dirigido por Norma Bailey.

## Sinopse
A assistente social Patti (Madeleine Stowe), traz para casa uma menina, Emily Adams (Tori Barban), que não tem para onde ir no Natal. Enquanto cuidam da criança, ela e seu marido Mark (James Remar) colocam de lado suas diferenças.

## Elenco
| Ator             | Papel            |
| ---------------- | ---------------- |
| Madeleine Stowe  | Patricia Addison |
| James Remar      | Mark Addison     |
| Ian Ziering      | Nathan Andrews   |
| Tori Barban      | Emily Adams      |
| Phillip Jarrett  | Roy              |
| Jayne Eastwood   | Charlotte        |
| Devon Weigel     | Traci Adams      |
| Rebecca Gibson   | Megan Andrews    |
| Daniel Boiteau   | Justin           |
| Garth Merkeley   | Sean Addison     |
| Mariam Bernstein | Sandra           |
| Alicia Johnston  | Mona             |
| Sean O'Brian     | Joe              |
| Susanna Portnoy  | Mandy            |
| Omar Alex Khan   | Cop              |
| Aaron Hughes     | Larry Adams      |